# Захаров, Вадим Арисович
Вадим Арисович Захаров (род. 1959, Душанбе) — советский и российский художник, редактор, активный участник московского неофициального искусства, один из ключевых персонажей московского концептуализма, лауреат Премии Кандинского (2009).

## Биография
В 1982 году окончил Московский педагогический институт им. В. И. Ленина. Участник выставок неофициального искусства с 1978 года, сотрудничал со многими художниками, среди которых: Виктор Скерсис (группа «СЗ», с 1980 г.), Сергей Ануфриев («Тупик нашего времени», «Углы», 1997), Андрей Монастырский и Юрий Лейдерман (группа «Капитон», 2008—2010). В 1982—1983 участвовал в выставках галереи APTART в Москве. В начале 1980-х принимал участие в составлении папок Московского архива нового искусства (МАНИ) и сборника «По мастерским № 1» (совместно с Г. Кизевальтером). Тогда же начал собирать собственную коллекцию произведений современных московских художников и документальный архив, связанный с их творчеством. С 1989 года живёт и работает в России и ФРГ. С 1992 — издатель малотиражного альманаха «Пастор», посвященного московской концептуальной школе. Основал собственное издательство Pastor Zond Edition. В 2006 совместно с Екатериной Деготь составил т. н. «золотую книгу» Московского концептуализма, в 2008 году основал веб-сайт. С 2011 года работает совместно с художником Никласом Ничке (Niklas Nitschke).

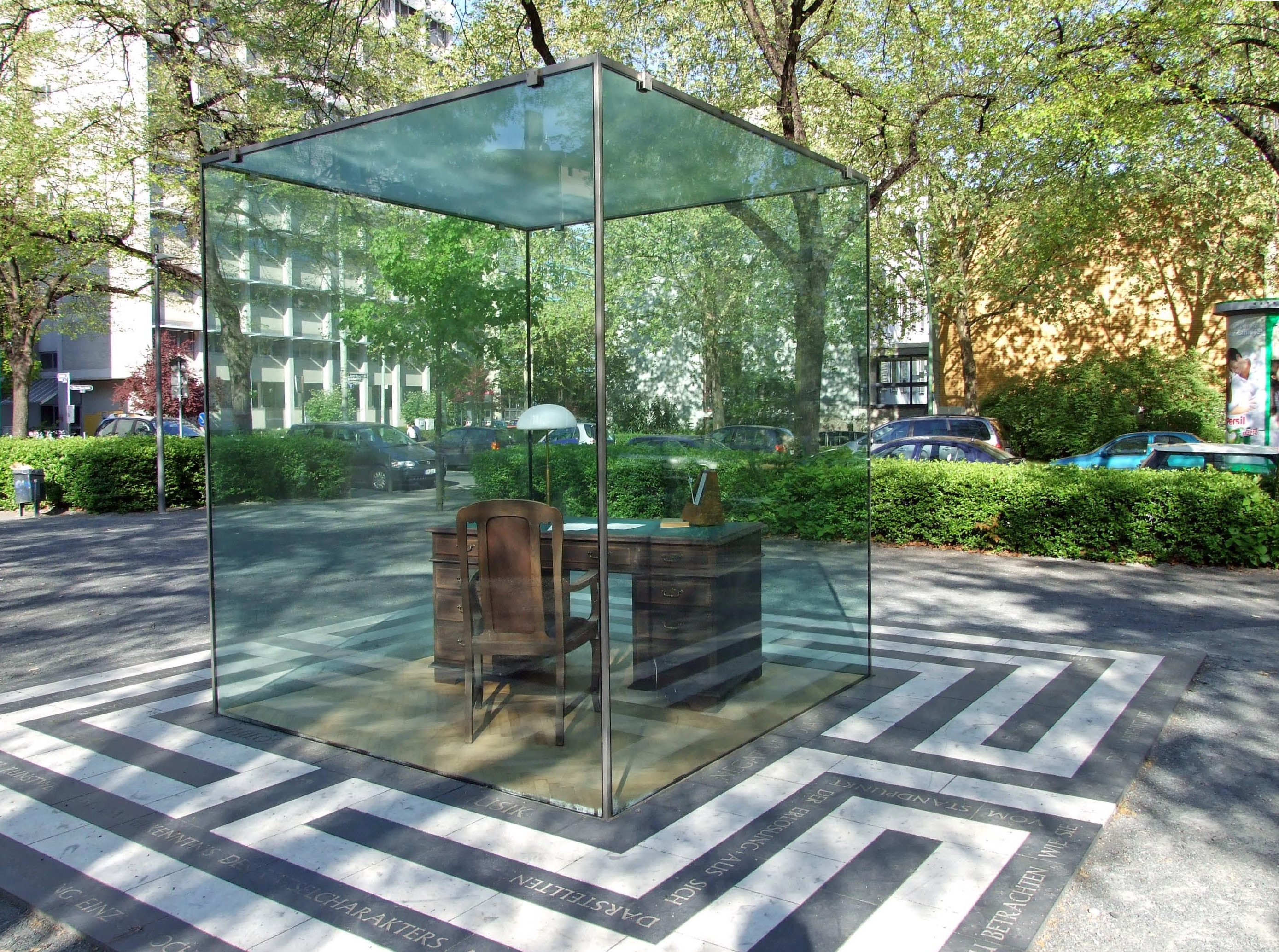
Монумент Теодору Адорно. Площадь Адорно, Франкфурт на Майне, 2003.

10 сентября 2003 года во Франкфурте-на-Майне был открыт памятник философу Теодору Адорно работы Вадима Захарова. Захаров победил в проведённом городскими властями международном закрытом конкурсе на создание памятника, в котором принимали участие Даниэль Бюрен и Джозеф Кошут.

## Работы находятся в собраниях
- Государственная Третьяковская галерея, Москва.
- Государственный центр современного искусства, Москва
- Московский музей современного искусства, Москва[5]

## Персональные выставки
- 2015 Постскриптум после RIP. Видеодокументация выставок современных московских художников (1989—2014). Выставка Вадима Захарова. Музей современного искусства «Гараж», Москва
- 2013 Vadim Zakharov. Danaë / Russian Pavilion at the 55th Venice Biennale
- 2013 — Постановка «Идеологические дефиле» по мотивам произведения Бертольта Брехта «Ме-ти. Книга племени». В соавторстве с Марией Порудоминской. Волго-вятский филиал ГЦСИ, Арсенал, Нижний Новгород
- 2013 — OBAMAINBERLIN (Вадим Захаров/Никлас Ничке), n.b.k., Берлин[6]
- 2011 — OBAMAINBERLIN (Вадим Захаров/Никлас Ничке), Kunstverein Rosenheim, Розенхайм[7]
- 2008 — Black birds, Municipal Art Gallery of Larissa, Лариса, Греция
- 2008 — «No distance». Галерея Марины Гончаренко, Москва.
- 2007 — Карамель в ботаническом саду, Фонд «Современный город», Москва.
- 2006 — «25 лет на одной странице». Государственная Третьяковская галерея, Москва.
- 2006 — «Уроки в будуаре». Stella Art Gallery, Москва.
- 2002 — Die Ekstase eines Zuschauers gebiert den Autor, Kunstlerhaus Schloß Wiepersdorf, Германия
- 2002 — Reading in the dark. Literaturhaus Köln, Кёльн. Германия.
- 2001 — Секты. Пророки. Образ. Арт Медиа Центр TV-Галерея, Москва, Россия
- 1999 — Psychedelics of Choose. Academy of Fine Art, Оденсе, Дания
- 1998 — Letzter Punkt des Verlegers Pastor Zond. Verlegerstätigkeit 1992—1998. Bücher und Installationen. Galerie Hohenthal und Bergen, Берлин, Германия
- 1997/1998 — Тупик нашего времени. Институт современного искусства (при участии галереи Obscuri Viri и TV Галереи). Москва, Россия (совместно с С. Ануфриевым)
- 1997 — Japanisches Heft № 3. Begegnung mit einem Rocker auf dem Christusgrab im Dorf Schingo (Provinz Aomori). Galerie Carla Stützer, Кёльн, Германия
- 1996 — Stories of the Black Widow. National Academy of Fine Art, Осло, Норвегия — Galerie Sophia Unders, Кёльн, Германия
- 1996 — Два журнала, печи, пирожки и рама. Галерея Obscuri Viri, Москва, Россия, (с Н.Шептулиным)
- 1996 — Funny and Sad Adventures of the Foolish Pastor. A Presentation of Seven Projects. Tokyo Big Sight, Токио, Япония
- 1995 — Последняя прогулка по Елисейским полям. Kölnischen Kunstverein, Кёльн, Германия
- 1994 — Typographische Erhebung. Fünf Ausgaben des kölnischen Pastors. Galerie Sophia Ungers, Кёльн, Германия
- 1992 — Pastors Schleuse. Galerie Sophia Ungers, Кёльн, Германия
- 1992 — Книгоиздатель Александр Пушкин. L Галерея, Москва
- 1992 — Provincial bubbles by the Pastor from Cologne. Deweer Art Gallery, Отегем, Бельгия
- 1991 — Das Weissanstreichen von Peter und dem Wolf auf dem Territorium der Garnitur von Madame Schleuse. Galerie Walcheturm, Цюрих, Швейцария
- 1990 — Персональная выставка Вадима Захарова. Galerie Peter Pakesch, Вена, Австрия
- 1990 — Bruder Karamazov / Братья Карамазовы. Выставка группы «СЗ». Galerie Sophia Ungers, Кёльн, Германия, (с В. Скерсисом)
- 1989 — Vadim Zakharov. Персональная выставка. Kunstverein Freiburg, Фрайбург, Германия
- 1989 — Vadim Zakharov. Персональная выставка. Galerie Peter Pakesch, Вена, Австрия
- 1989 — Vadim Zakharov. Персональная выставка. Galerie Sophia Ungers, Кёльн, Германия
- 1984 — АПТАРТ. Москва, Россия
- 1984 — Передвижные выставки группы «СЗ» (Скерсис/Захаров), Москва, Россия
- 1983 — «СЗ» (Скерсис/Захаров). АПТАРТ, Москва, Россия

## Награды и премии
- 2009 — лауреат российской ежегодной национальной Премии Кандинского в области современного искусства
- 2007 — стипендиат фонда памяти Иосифа Бродского в Американской Академии в Риме
- 2006 — лауреат российского государственного конкурса в области современного искусства «Инновация», в номинации «Лучшее произведение визуального искусства»
- 1995 — Renta-Preis, Kunsthalle Nürenberg